# Attila Varga
Attila Benjamin Varga (* 10. November 1991 in Amstetten) ist ein österreichischer Fußballspieler.

## Karriere
Varga begann seine Karriere bei der DSG Union Perg. Ab 2005 spielte er zudem in der AKA Linz, in der er zuletzt 2010 zum Einsatz kam. Ab der Saison 2009/10 spielte er für die Amateure des LASK. Sein Debüt für diese in der OÖ Liga gab er im August 2009, als er am zweiten Spieltag jener Saison gegen den SV Grün-Weiß Micheldorf in der Startelf stand. Mit den Amateuren des LASK stieg er zu Saisonende in die Regionalliga auf.
Sein erstes Spiel in dieser absolvierte er im August 2010, als er am vierten Spieltag der Saison 2010/11 gegen die Amateure des SK Sturm Graz in der 59. Minute für Sebastian Schröger eingewechselt wurde. Im März 2011 erzielte Varga bei einem 1:0-Sieg gegen die Amateure von Sturm seinen ersten Treffer in der Regionalliga.
Zur Saison 2011/12 rückte er in den Kader der Profis des LASK. Im August 2011 debütierte er in der zweiten Liga, als er am siebten Spieltag jener Saison gegen den SC Austria Lustenau in der 79. Minute für Daniel Kogler ins Spiel gebracht wurde. Mit dem LASK musste er zu Saisonende zwangsweise in die Regionalliga absteigen. In der Saison 2013/14 stieg er mit dem Verein wieder in die zweithöchste Spielklasse auf. In der Aufstiegssaison kam Varga zu acht Regionalligaeinsätzen, in denen er zwei Tore erzielte.
Nach dem Aufstieg wechselte er zur Saison 2014/15 zum Regionalligisten SK Vorwärts Steyr. Für Steyr absolvierte er in jener Saison 26 Spiele in der Regionalliga und erzielte dabei drei Treffer. Im Sommer 2015 schloss er sich dem Ligakonkurrenten Union St. Florian an. In seinen zwei Saisonen bei St. Florian absolvierte Varga 53 Regionalligaspiele, in denen er acht Tore erzielte.
Zur Saison 2017/18 wechselte er zum fünftklassigen SV Bad Schallerbach. Im Sommer 2018 kehrte er zu seinem viertklassigen Jugendverein DSG Union Perg zurück, bei dem er bis 2020/21 aktiv war. Im Sommer 2021 schloss er sich dem ASKÖ Oedt an und kam für dessen zweite Mannschaft mit Ende September 2021 auf sechs Ligaspiele und ein -tor. Im Sommer 2022 wechselte er zum Siebentligisten FCU Neustadl, mit dem er am Ende der Saison 2023/24 in die achtklassige 2. Klasse Yspertal/AV abstieg und bis Jahresende 2024 für diesen zum Einsatz kam.